# Leda (satélite)

Leda

Leda é um satélite natural de Júpiter descoberto por Charles Kowal no Observatório do Monte Palomar em 11 de setembro de 1974, e tem o nome da rainha de Esparta, mãe de Clitemnestra, Helena de Troia, Castor e Pólux.
Não confundir com o asteróide 38 Leda.